# Санух
Санух (тиндин. Санухъа) — село в Цумадинском районе Дагестана. Входит в состав сельского поселения Тиндинский сельсовет.

## География
Село находится в 1,5 км к северу от центра сельского поселения — села Тинди и в 8 км к юго-востоку от районного центра — села Агвали.

## Население
| 1926 | 1939 | 1970 | 1989 | 2002 | 2003 | 2004 |
| ---- | ---- | ---- | ---- | ---- | ---- | ---- |
| 47   | ↘30  | ↗66  | ↘28  | ↘21  | →21  | ↗23  |
| 2007 | 2010 | 2021 |      |      |      |      |
| ↘20  | ↗25  | ↗51  |      |      |      |      |

Санух находится в ттиндоязычной области Цумадинского района. По данным Всероссийской переписи населения 2010 года в селе проживало 25 человек.